# 延命寺 (葛飾区東水元)
延命寺（えんめいじ）は、東京都葛飾区にある真言宗豊山派の寺院。新四国四箇領八十八箇所霊場第31番札所。

## 歴史
創建年代は不明である。一説では、奈良時代の泰澄によって開山されたと伝えられている。
その後1600年（慶長5年）に火災に遭い、1617年（元和3年）に古利根川に漂着した地蔵菩薩像を本尊とし、覚祐が中興した。ただ当寺の過去帳によれば、覚祐こそが開山としている。
現在の本堂は、1974年（昭和49年）に改築したものである。

## 交通アクセス
- 京成バス水元四丁目バス停より徒歩約5分（経路案内）。
- 金町駅より徒歩約26分（経路案内）。